# 小行星6491
小行星6491（英語：6491）是一颗围绕太阳公转的小行星。1991年7月16日，亨利·E·霍爾特在帕洛马山发现了此天体。
这颗小行星的绝对星等为322.6427387571863等。